# Shottesbrooke
Shottesbrooke est une paroisse civile et un hameau du Berkshire, en Angleterre.